# Манастир Грабовац (Мађарска)
 Манастир Грабовац  (мађ. Grábóc) је један од два постојећа манастира Српске православне цркве на подручју данашње Мађарске. Манастир се налази у жупанији Толна, јужно од Будимпеште. До манастира се долази асфалтним путем из два правца, идући од Баје (мађ. Baja) преко Батасека (мађ. Bátászék) и идући од Сексарда (мађ. Szekszárd) преко Боњхада (мађ. Bonyhád). Манастир Грабовац је некада био једно од верских и културних средишта Срба у Панонији, а данас једно од главних места окупљања српске заједнице у Мађарској.

## Историјат
На месту манастира Грабовац раније је постојао Бенедиктински католички манастир из 14. века, а чији се остаци и данас могу видети код постојећег манастирског гробља. Најстарији помен тог манастира је из 1585. године, и реч је о доласку братства. Садашњи манастир Грабовац су основали 1587. године монаси манастира Драговића у Далмацији, игуман Пајсеј, са братијом, Евстатијем, Серафимом, Герасимом и Дионисијем. Разлог њиховог доласка у “унгарску земљу” описао је отац Пајсеј у Грабовачком летопису - рукописаној књизи, овим речима: “ В Далмацији бист тагда при реченом нашем монастиру Драговиче глад крепка, да опште не хотели би, нужда нам бист изити в сију земљу глада ради прекормити се ”. Било је то у доба Турске владавине Уграском, када је ова област припадала Будимском ејалату, а Сексардском санџаку. Испрва су драговићки монаси сматрали да је њихов боравак у овом крају привремен, међутим грабовачки Срби су драговићке монахе задржали због свештених потреба. Они су већ 1587. године подигли дрвену црквицу, а касније и скромне конаке. Овај скромни манастир страдао је два пута крајем 17. века. Први пут 1684 . године, када су Турци, који су се повлачили од Беча и Будима, убили игумана и неколико монаха. Други пут 1703. године, када су куруци Фрање Ракоција манастир опљачкали и спалили до темеља.
До 1711. године манастир је био пуст, када су се вратили избегли монаси. Данашње манастирске зграде и црква изграђени су у раздобљу 1736-41. године, у стилу барока. Ктитор новог храма био је поред народа, понајвише епископ Будимски, Василије Димитријевић. Темпло је дуборезачки рад у барокно-класицистичком стилу дело Арсенија Марковића. Иконописац епохе барока Василије Остојић из Новог Сада, осликава монументални иконостас у манастирском храму Грабовца 1768. године. (или до 1787) Зидни живопис је рад Андреја Шалиста и Франца Флоријана Хофмана из 1785. године.
Драговци - монаси су дошли 1585. године у село Грабовац, под вођством епископа далматинског Стефана Љубибратића. Мештани су их угостили и задржали да остану, јер је ту некад био манастир од којег су остале развалине. У тој цркви на брегу која је била већим делом порушена, још су постојали делови живописа, па постоји могућност да то били остаци православне грчко-српске манастирске цркве, каквих је на територији Угарске било више. Игуман је са бировом места, ишао у Будим код турског везира, по ферман за градњу нове манастирске цркве. Измолили су не само градњу богомоље већ и право да обрађују земљу (колико су могли да прокрче) и да користе шуме без икаквих давања.
Нова, мала по димензијама манастирска црква била је 1587. године озидана сва од камена. Посветили су је празнику, Св. арханђелима Михајлу и Гаврилу, и снабдели потребним инвентаром. Када се 1602. године вратио јеромонах Герасим из Русије, донео је вредне дарове: књиге, одежде и друге утвари и сасуди. У 17. веку ту је било 60 калуђера, и тај број више није достигнут. Године 1683. манастир је прошао кроз прави "пакао", о чему постоји црквени запис. Тог лета "поробисе архангелски манастир зовоми Грабовац месеца јулија 31, на Мученицу Марину дне ва петак честаго часа". Све је попленио "неверни род Мачарски" (мађарски), и све однеше манастарско имање, упрегоше двоја кола волова и коњска троја и пуна их однеше од манастира и села. Било је ту 700 хајдука (пешака) "и они пуни одоше, и калуђере кога мучише, кога посекоше", а калуђери тек понеки су се спасли у шуми, што се каже - "шума ти мати".
У манастиру је након велике сеобе, три месеца боравио патријарх Арсеније Чарнојевић, а највећи број монаха је био "хаџија", као поклоници светог гроба. Два монаха грабовачка су постали епископи. У манастирској библиотеци се чувало око 250 старих црквених књига на разним језицима. Рукописно "Четворојеванђеље" је 1900. године било експонат на светској изложби у Паризу. У цркви се од драгоцености чува антиминс патријарха Чарнојевића из 1692. године.
Грабовац - тако се зове и манастир и оближње село у Толњанској жупанији. Ту је 1731. године било 11 српских православних домова. А 1796. године ту је живело 95 православних душа, да би 1890. године ту сад било 66 православаца.
Године 1735. игуман је послао једног старог монаха исповедника, да иде из села у село и исповеда православни народ пред Ускрс. Пред њим је погружено стајало неколико хиљада побожних људи. У манастиру Грабовцу је 1766. године био духовник Алексије, који је касније прешао у Раваницу. Одлуком о редукцији броја православних манастира, укинут је манастир Српски Ковин, а његови монаси су покретни иметак пренели и населили се у манастиру Грабовац. Манастир "Рацкеве" је дакле 1774. године укинут, а новац добијен од продаје земље - 6000 ф. је дат манастиру Грабовцу. Тражено је 1776. године да у манастиру као и другим, буде архимандрит на челу. То у 19. веку није могло бити испуњено због опадања броја монаха.
Манастирски настојатељи у 18. веку били су: Василијан игуман (1738), Арсеније игуман (1746), Михаил игуман (1753), Софроније Кириловић архимандрит (1761), Дионисије игуман (1787). Игуман манастира Грабовца 1808. године био је Никифор Георгијевић, а затим као намесник на челу манастира и трпезе седели су: Данило Чупић архимандрит (1808-1845), Амвросије Шимић протосинђел (1852), Јулијан Чокор архимандрит (1865). Грабовац је 1865. године као манастир имао статус "Игуманија" тј. на његовом челу је бирани игуман. До 1905. године били су игумани: Антоније Марковић (1873) и Адријан Станишић од 1898. године.
Записано је 1826. године манастирско братство: архимандрит Данил Чупић, јеромонаси Теодосије Теодоровић и Арон Барбировић те ђакон Константин Вученовић.
Државни шематизам православног клира у Угарској из 1846. године каже да је у манастиру Грабовцу православно парохијско звање основано 1738. године. Црквене матице крштених и венчаних воде се од 1763. године, а умрлих од 1771. године. Ту се налази православни храм посвећен Св. арханђелу Михајлу, а еклесијарх (црквењак) је јеромонах Герасим Рајковић. Манастирско братство 1846. године чинили су: место архимандрита је било упражњено, администратор беше Амброзије Симић протосинђел. Јеромонаси су тада: Сава Крунић викар, Герасим Рајковић црквењак, Корнелије Живковић протођакон и професор Пакрачки, Исидор Коларовић протођакон Будимски. Прњавор манастира Грабовац имао је 1850. године, око 70 православних душа.
Грабовачки манастирски учитељ Јован Томић је 1828. године објавио своје дело "Цвјет добродетељи", посвећено владици и песнику Лукијану Мушицком. У месту 1846. године живи 598 православних житеља, и постоји школа са 51 ђаком, којима предаје учитељ Стефан Карановић. Парохији припада филијала Салка, где је учитељ Јован Поповић. Друга филијала је "Алсо Нана", где је учитељ Јован Стефановић, а школски директор јеромонах Сава Крунић.
По црквеном попису из 1865. године у манастиру Грабовцу и околним припадајућим местима (филијалама) Салка и Србски Хидош је било 462 православца, у парохији шесте платежне класе.
Године 1867. у манастиру Грабовцу је претплатнички пункт за Вукову књигу. Помињу се купци књиге: Николај Бошњак јеромонах, Севастијан Добрић јеромонах, и други али световњаци из парохијских филијала.
Јулијан Чокор игуман манастира умро је 1870. године, а јеромонах и намесник Доситеј Милетић 1895. године. Милетић је умро млад са само 35 година, и због благе нарави веома омиљен у народу. Сматрали су га за веома ученог човека, који је добар познавалац и немачког и мађарског језика.
Манастир је у 19. веку имао 25 јутара винограда који и даван за уносну аренду. Филоксера је као штеточина касније уништила те винограде. За издржавање Монашке школе при манастиру Хопово, манастир Грабовац је 1893. године приложио због сиромаштва само 50 ф.
Године 1891. вероисповедна школа у Грабовцу је била одвојена од оне у Салки (или Соки). Тада је расписан конкурс за пријем учитеља након оставке претходног Бранка Влашкалића. Плата је износила 120 ф. у готовини, "кост" и "квартир", огрев и "послуга у манастиру". Услов је да буде самац и да има тражену учитељску спрему са знањем мађарског језика. Председник школског одбора био је игуман Антоније Марковић а перовођа ђакон Доситеј Милетић. Игуман Марковић је напрасно умро следеће 1892. године у Сентандреји, у епископском двору где је одсео. Био је родом из Доњег Ковиља, поживео је 65 година и сахрањен је на манастирском гробљу, поред протосинђела Михајла Јовановић. У опелу је учествовао поред мирских свештеника и од стране манастира јерођакон Адријан Станишић. Из манастира Беочина је прешао тамошњи игуман да буде на челу манастира Грабовца 1894. године.
По потреби манастирске службе премештен је 1895. године јеромонах Лаврентије Томић, из манастира Јаска у манастир Грабовац. Расписан је 1897. године стечај за упражњено место учитеља, у вероисповедној спојеној школи Грабовац-Салки. Плата учитељска се састоји од 14 кј земље, 120 ф. готовине, стана и потпоре из епархијског школског фонда од још 150 ф. Епископ будимски Лукијан Богдановић је посетио манастир Грабовац 1901. године и на празник Св. апостоле Петра и Павла, као храмовну славу служио је Св. литургију. По имовинском извештају о свим српским православним манастирима у Карловачкој митрополији из 1902. године, стање манастира Грабовца је следеће. Налази се на територији будимског владичанства, а имање му је 158 ј. 1412 кв хв. земље са чистим катастарским приходом од 1931 к 20 потура, вредност земље 38264 к, вредност здања 22900 к, у вредносним папирима 11400 к, драгоцености 1624 к 90 потура, опреме 2678 к, остале покретности 1795 к 94 потура, вредност целокупног имања је 109.022 к 72 потура. Манастир је 1903. године добио обавезу да припомогне плаћању српског учитеља у суседном месту Салки, са 240 к. У манастиру се 1905. године налазило мало монаха, већина их је била распоређена по другим местима на неком положају или као администратори по упражњеним угроженим парохијама: Илави, Вацу, Медини, Вемену, Великом Будмиру и Сентандреји. Игуман је тада био јеромонах Андреј Станишић, намесник и економ Фирмилијан Крезић и Сергије Јанковић еклисијарх.
После завршетка Првог светског рата Срби су се масовно селили или оптирали у ослобођену државу матицу. Грабовац као чисто српско цело је остао без иједног Србина (1981).

## Савремено доба
Манастир је после Другог светског рата национализован и дужи период коришћен за смештај старих лица и пензионера. Коначно, 1994. године је враћен Српској православној цркви. Богата манастирска библиотека (са 900 књига - 1905) са већим бројем рукописних књига, архива и богослужбени сакрални предмети и иконе чувају се у музејској збирци у Сентандреји. Манастир је живео све до 1974. године, када је из њега отишао и последњи монах. Манастир је остао и без монаха јер је игуман Алексеј Бабић умро 1974. године. Манастиром је 1981. године управљао прота Радован Степанов из Мохача. Сваке године у најближој недељи пред Петровдан отварају се манастирска врата. Одржава се традиционални сабор на који стижу Срби из целе Мађарске. Двадесет година касније, са задатком да оживе ову светињу, послате су монахиње Христина и Марија. Ове две времешне монахиње су тешком муком, од зуба времена отимале ова здања. Манастир од 2010. године има још једног члана, то је јеромонах Пантелејмон Рат који је дошавши са Свете горе, декретом Владике Лукијана, постављен за настојатеља ове свете обитељи. Настојатељ манастира Пантелејмон који је преминуо 2016. године и сахрањен поред манастирске цркве ће остати упамћен по реновирању хиландарског пристаништа Јовањица и грабовачке манастирске цркве и конака.
На прагу 21. века постоји манастирски храм подигнут још 1741. године, са звоником призиданим 1761. године. Манастирска порта садржи четири стара споменика, од којих су два уграђена у спољашњи зид а односе се на заслужне покојнике из Дунафелдвара и Сександа. У оквиру манастирског комплекса, на једном брегу су два гробља: монашко и сеоско. Монашко гробље је старо и вредно, ту се налазе споменици из 18. века са 36 комада од пешчара. Сеоско гробље има споменике из каснијег периода, - шест из 19. века, од трошнијег су материјала, запуштено је и зарасло у траву и шикару.
Године 2019. обновљено је манастирско монашко братство. Старешина српског православног манастира је јеромонах Митрофан.

## Архитектура и зидно сликарство
Градња садашње барокне цркве посвећене Архангелу Михајлу почела је 1736. године у време будимског епископа Василија Димитријевића. Првобитна намера је била да обнове стару цркву, што се види из писма које је 1. фебруара 1736. године игуман Максим упутио бирову табанском у Будиму са молбом за помоћ да новом шиндром покрије оронулу цркву. Нова црква је грађена око старе мале због лакшег постављања скела на висини. Та црква је у јесен 1738. године срушена. Градња нове цркве је приведена крају 1741. године. Унутрашње украшавање цркве настављено је 1768. године. У новије време је утврђено да су иконе грабовачког иконостаса дело новосадског сликара Василија Остојића. Садашње експертизе су показале да су иконе делимично пресликане и колористички освежене приликом обнове 1886. године. И поред тога грабовачки иконостас спада у најрепрезентативнија дела српске уметности у Мађарској. Изузетан догађај у Грабовцу, у другој половини столећа је живописање храма, дело још увек мало познатог живописца Андреја Шалтиста, који је цркву иконописао 1784. године. Зидни живопис је остварен у барокноманиристичком духу. Поред Шалтиста на иконописању је радио као његов помоћник Франц Флоријан Хофман, што се види у потпису испод композиције Тајна вечера.
Иконостас грабовачке цркве је високог, познобарокног облика, мармориран зеленом бојом, а сви дуборезни украси су позлаћени. У доњем делу јаке конзоле са барокним валутама придржавају четири стуба и два пиластра. На другом спрату иконостаса такође се налазе четири по облику истоветна стуба, нешто мања од стубова у првој зони. У овом делу иконостаса су распоређене иконе апостола уоквирене богато разуђеним дуборезним украсом са уплетеним ружама, палметама и гирландама. Царске двери украшава симетрично изведена дуборезбарија са мотивима класја, палмета и винове лозе са гроздовима.
У XX веку манастирска црква је два пута обнављана: 1922 - 1923. године трошком манастира и у периоду од 1982. до 1988. године у организацији Државног надзорништва над споменицима културе Мађарске, када је генерално обновљена архитектура цркве, рестауриран зидни живопис, дуборезбарија иконостаса и иконе на иконостасу.
Слава манастира је Аранђеловдан (21. новембар), а сабор прва недеља после Петровдана.